# 당창건기념탑

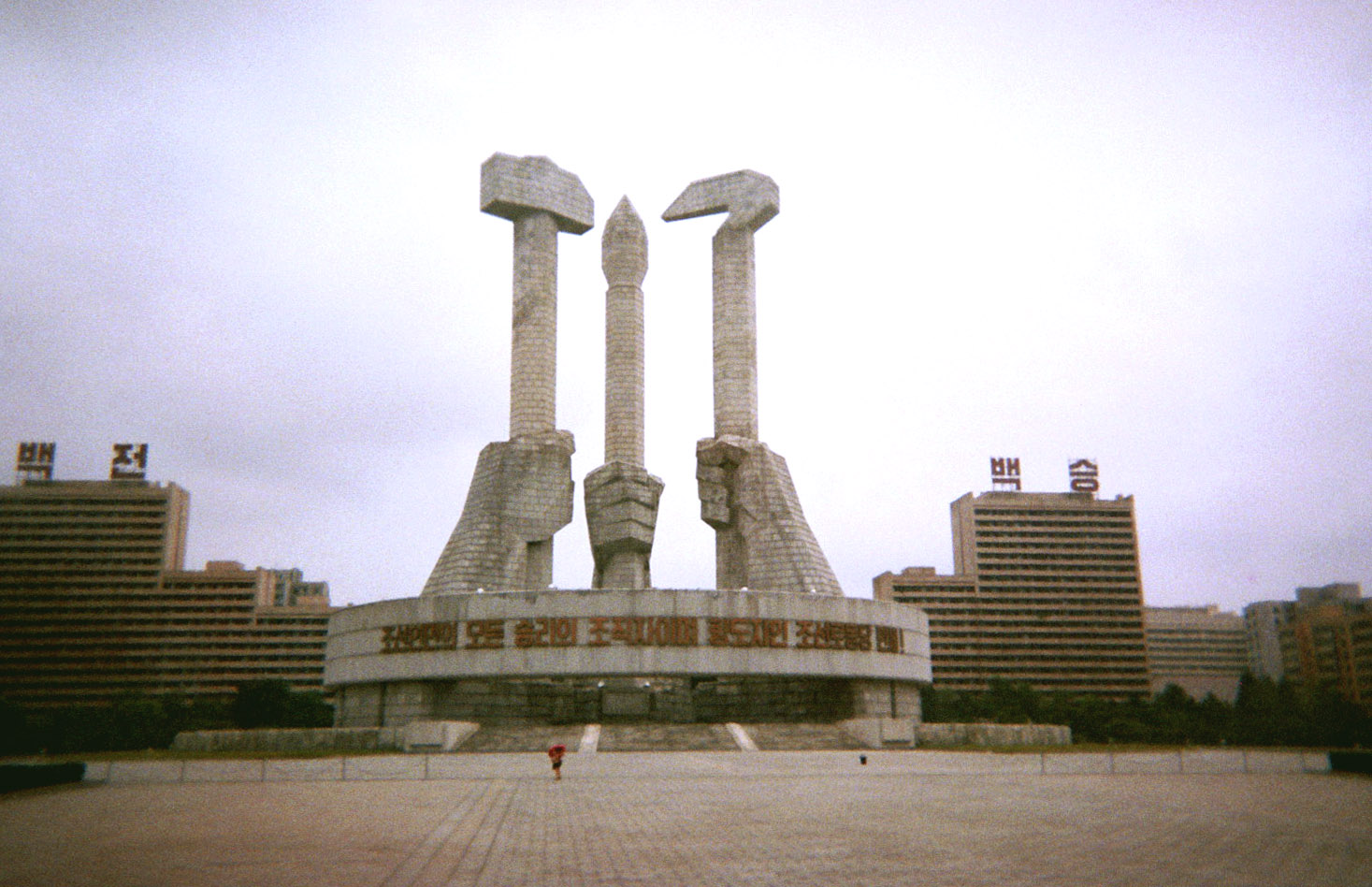
당창건기념탑

당창건기념탑(黨創建記念塔)은 조선민주주의인민공화국 평양직할시 대동강구역 문수거리에 있는 기념탑이다. 1994년 9월 30일에 착공되었으며 조선로동당 창건 50주년 기념일인 1995년 10월 10일을 하루 앞둔 1995년 10월 9일에 준공되었다. 만수대창작사가 기념탑 건설을 주도하였다.
조각상 높이는 50m, 받침대 높이는 20m, 총높이는 70m인데 조각상 높이 50m는 조선로동당 창건 50주년을 뜻하며 총높이 70m는 김일성이 타도제국주의동맹을 결성했다는 해인 1926년부터 조선로동당 창건 50주년이 되는 해인 1995년까지의 기간을 뜻한다. 받침대는 216개의 벽돌을 붙여 제작되었으며 받침대의 안쪽 지름은 42m, 바깥쪽 지름은 50m이다. 받침대를 이루고 있는 216개의 벽돌, 받침대의 안쪽 지름 42m는 조선민주주의인민공화국에서 선전하는 김정일의 생일인 1942년 2월 16일(김정일의 실제 생일은 1941년 2월 16일)을 뜻한다.
조각상은 조선로동당을 상징하는 낫과 망치, 붓을 든 손을 형상화하였는데 낫은 농민을, 망치는 노동자(로동자)를, 붓은 지식인(근로 인테리)을 뜻한다. 둥그런 모양을 한 받침대에는 "조선인민의 모든 승리의 조직자이며 향도자인 조선로동당 만세!"가 문화어로 쓰여져 있다.

## 부조
기념탑 내부에는 조선로동당의 역사를 주제로 한 청동 부조가 장착되어 있다. 첫 번째 부조는 백두산을 배경으로 공산주의 세력의 단결을 형상화하고 있다. 이는 제국주의 타도가 조선로동당을 형성하는 주춧돌이 되었음을 뜻한다.
두 번째 부조는 조선로동당의 당기를 배경으로 노동자, 농민, 지식인, 군인, 학생 등 각계 각층의 인민들을 형상화하고 있다. 이는 조선로동당에 대한 인민의 단결된 지지를 뜻한다.
세 번째 부조는 지구의를 배경으로 전 세계에 있는 독립 국가에 투쟁을 호소하는 모습, 주체사상의 횃불 아래에서 발전하는 조선민주주의인민공화국의 인민을 형상화하고 있다. 이는 사회주의 건설과 한국의 통일에 대한 열망을 뜻한다.

## 같이 보기
- 주체사상탑
- 평양 개선문
- 조선로동당 창건일
- 사회주의적 사실주의
- 조선민주주의인민공화국의 문화
- 한국의 건축